# Micrathetis tecnion
Micrathetis tecnion är en fjärilsart som beskrevs av Dyar 1914. Micrathetis tecnion ingår i släktet Micrathetis och familjen nattflyn. Inga underarter finns listade i Catalogue of Life.